# Tricalysia ambrensis
Tricalysia ambrensis là một loài thực vật có hoa trong họ Thiến thảo. Loài này được Ranariv. & De Block mô tả khoa học đầu tiên năm 2007.